# Klunkerz: A Film About Mountain Bikes
Klunkerz: A Film About Mountain Bikes es un documental escrito, producido y dirigido por el cineasta independiente californiano Billy Savage en 2006 que trata sobre la forma en que surgió la práctica de la bicicleta de montaña en California hacia mediados de los 70 del siglo XX.

## Argumento
El documental narra las relaciones que se establecieron entre hippies, deportistas y emprendedores de Marin County en California y que terminaron por popularizar la práctica del ciclismo en el monte, fuera de las carreteras asfaltadas. La película incluye entrevistas con quienes protagonizaron aquellos primeros momentos de la bicicleta de montaña, como Gary Fisher, Charlie Kelly, Joe Breeze, Tom Ritchey, Mike Sinyard u Otis Guy, y repasa las "traicioneras" Repack, unas primeras carreras de descenso que adquirieron cierta fama en aquella época. 
El título del documental tiene relación con la palabra clunker (cacharro en español) y hace alusión a los "cacharros" que los pioneros creaban modificando otras bicicletas, añadiendo componentes de motocicletas (suspensiones o frenos por ejemplo) e incorporando componentes que provenían de desguaces. Tuvieron que pasar varios años hasta que la industria adoptara este tipo de producto y comenzara su fabricación masiva.

## Estreno
La película se estrenó el 26 de septiembre de 2007.

## Premios
- "2009 Cycling Film of the Year" (Competitor Film Festival, San Diego)
- "Make Your Own Legends Award" (Boulder Adventure Film Festival)
- 2007 "Documentary - Feature Jury Commendation" (Durango Independent Film Festival)

## Selección en festivales
- 2006 Mill Valley Film Festival
- 2007 Durango Independent Film Festival
- 2007 Newport Beach Film Festival
- San Luis Obispo Film Festival
- 2007 Bicycle Film Festival (New York City, NY)
- Competitor Film Festival (San Diego)
- International Bicycling Film Festival (Sydney and Melbourne, Australia)
- 2008 International Cycling Video Festival (Bochum, Germany)